# Ячевский, Артур Артурович
Арту́р Арту́рович Яче́вский (1863—1932) — российский биолог, член-корреспондент Академии наук СССР (1923), профессор, основоположник отечественной микологии и фитопатологии, один из основателей дела защиты растений в СССР.
Происходил из старого дворянского рода Киевской губернии, родился в 1863 году в Гжатском уезде Смоленской губернии.

## Путь в науке
Артур Ячевский получил домашнее воспитание в объёме гимназического курса, затем слушал лекции при академии в Лозанне (теперь — университет) и в Бернском университете, на естественном факультете. Работал за границей под руководством швейцарского учёного Эдуарда Фишера и других видных микологов.
С 1889 года посвятил себя исключительно микологии и фитопатологии. До 1895 года жил в Швейцарии, затем возвратился в Россию. С 1896 года работал в Санкт-Петербургском ботаническом саду, где в 1897 году создал фитопатологическую лабораторию.
В 1900 году назначен старшим специалистом по грибным болезням при департаменте земледелия.
В 1901 году Министерством земледелия на основе фитопатологической лаборатории была учреждена Центральная фитопатологическая станция при Императорском ботаническом саде, которую он возглавил. В 1905–1907 занимался научной деятельностью в своей частной микологической лаборатории.
В 1907 году А. А. Ячевский организовал Бюро по микологии и фитопатологии Учёного комитета Главного управления землеустройства и земледелия (впоследствии Бюро по микологии и фитопатологии сельскохозяйственного учёного комитета), в котором сосредоточилась вся дальнейшая его деятельность.
В 1921 году совместно с Николаем Ивановичем Вавиловым посетил Канаду и США, где они посетили ряд сельскохозяйственных учреждений, ознакомились с новейшими достижениями североамериканских учёных в области селекции и интродукции культурных растений и приобрели новейшую научную литературу.
С 1922 года это бюро существовало на правах отдела Государственного института опытной агрономии (ГИОА), а в 1929 году целиком вошло вместе с обширным микологическим гербарием и библиотекой во вновь организованный Всесоюзный научно-исследовательский институт защиты растений ВАСХНИЛ (ВИЗР).
Возглавляемая А. А. Ячевским лаборатория на протяжении многих лет была научным центром, объединявшим многочисленных специалистов, работавших в различных районах страны. Ещё при жизни Ячевского лаборатории, которой он руководил было присвоено его имя.
Будучи весьма деятельным и обладая большими организационными способностями, А. А. Ячевский проявил себя также и как консультант ряда практических и научных учреждений, редактор различных микологических и фитопатологических, в том числе и иностранных, журналов, как педагог, издатель эксикатных гербариев и как общественный деятель. Он был одним из организаторов института зоологии и фитопатологии (ИЗИФ) и деканом его фитопатологического факультета, где читал лекции по микологии и фитопатологии.
А. А. Ячевский был основателем и бессменным председателем микологической секции Всесоюзного ботанического общества (1920—1932), членом многих научных обществ Франции, Германии, Швейцарии, Италии и других стран. Он неоднократно участвовал в международных ботанических конгрессах, конгрессах по сельскому хозяйству и сравнительной патологии растений. А. А. Ячевский был постоянным представителем СССР в Международном сельскохозяйственном институте (в Риме). Кроме того, он являлся постоянным организатором энтомофитопатологических съездов СССР.

## Научные труды
Ячевским написано более 500 различных статей и работ по микологии и фитопатологии на русском, французском, немецком и английском языках. Ряд монографий и определителей грибов долгое время были единственными пособиями на русском языке, по которым училось несколько поколений отечественных микологов и фитопатологов. Им опубликованы также капитальные труды, посвящённые заболеваниям хлебных злаков, винограда, хлопчатника, табака, клевера и многих других растений. Ряд работ посвящён общим теоретическим вопросам («К вопросу о видообразовании у грибов», «О филогении грибов» и др. Многие из его работ не утратили научного значения до наших дней.
Некоторые научные труды Ячевского А. А.:
- «Essai de classification des Pyrenomycètes» («Bulletin de la Société Mycologique de France», 1894)
- «Monographie des Massariées de la Suisse» («Bulletin de l’herbier Boissier», 1894)
- «Monographie des Xylariées de la Suisse» (ib., 1895)
- «Monographie des Dothideacées de la Suisse» («Bulletin de la Société Mycologique»,1896)
- «Monographie des Tuberacées de la Suisse» («Bulletin de l’herbier Boissier», 1896)
- «Monographie des Erysiphées de la Suisse» (ib., 1896)
- «Monographie des Cucurbitariées de la Suisse» («Bulletin de la Soc. Vaudoise des S. N.», 1897)
- «Monographie des Sphaeriacées de la Suisse» («Bulletin de la Société Mycologique de France», 1897)
- «Monographie du genre Sphaeronema» («Mémoires de la Société des Naturalistes de Moscou», 1898)
- «Manuel pratique de Mycologie» (конкурсное сочинение, удостоенное высшей награды Société Industrielle de Mulhouse, 1894)
- «Monographie des Pyrènomycetes de la Suisse» (конкурсное сочинение, удостоенное награды Société Helvétique des Sciences Naturelles, 1894)
- «Ueber die Pilze welche die Krankheit Blackrot verursachen» («Zeitschrift für Pflanzenkrankheiten», 1900)
- «Определитель грибов» (M., 1897)
- «Паразитные грибы русских лесных пород» (СПб., 1897)
- «Микологическая флора Европейской и Азиатской России. Т. I. Пероноспоровые» (М., 1901)
- «Грибные болезни виноградной лозы» (СПб., 1899)
- «Болезни и повреждения картофеля» (ib., 1903)
- «Болезни и повреждения хлопчатника» (СПб., 1903)
- «Ржавчина хлебных злаков в России» (1909)
- Определитель грибов, т. 1, Совершенные грибы (1913)
- Определитель грибов, т. 2, Несовершенные грибы (1917)
- Грибные и бактериологические болезни клевера (1916)
- Карманный определитель грибов, вып. 1, Голосумчатые (1926)
- Карманный определитель грибов, вып. 2, Мучнисторосяные грибы (1927)
- К вопросу видообразования грибов, Материалы по микологии и фитопатологии, т. 4 (1927)
- К филогенетике грибов, Юбилейный сборник И. П. Бородина (1927)
- Справочник фитопатологических наблюдений (1930)
- Болезни хлопчатника, Тр. по прикладной бот., ген. и селекции, т. XXIV, в. 5 (1931)
- Определитель грибов, т. 1, Фикомицеты (Сельхозгиз, 1931)
- Основы микологии (Сельхозгиз, 1933)
- Бактериозы растений (Сельхозгиз, 1935)

Кроме того, Ячевский состоял сотрудником различных периодических русских и заграничных изданий, «Энциклопедического словаря» и «Сельскохозяйственного энциклопедического словаря».

## Семья и потомки
Первая жена — Мария Карловна Александрович из дворянской семьи (в браке с 1888 по 1897 годы). Второй брак — с офицером царской, затем польской армии Адольфом Паквалиным. Единственный сын:
- Стефан Артурович Ячевский[8] (15 ноября 1890 — 8 мая 1947). Родился в Монтре, в школьные годы жил в Варшаве, в 1908—1914 годах учился на естественном факультете Университета в Женеве. После 1920 года работал учителем биологии в Варшаве, Щекоцинах и Милянувке. Жена — Мария Свионтковска. Двое детей:
  - Ганна (1927-?)
  - Анджей Стефанович Ячевский[пол.] (20 сентября 1929 — 13 октября 2020) — известный польский педиатр, сексолог и педагог.

Вторая жена — Екатерина Владиславовна Булгарина (в браке с 1903 года). Умерла в 1942 в блокадном Ленинграде от голода. Единственный сын:
- Пётр Артурович Ячевский (1908—1942). Умер в блокадном Ленинграде от воспаления легких после сильного переохлаждения и простуды, полученных во время дежурств на крышах домов города. Жена — Вера Васильевна Комарова (брак с 1933 или 1934 года). Двое детей:
  - Артур Петрович Ячевский (умер рано в 30-х годах от менингита)
  - Виталий Петрович Ячевский. Детей не имел.